# Bankkonto
En bankkonto er en finansiel konto, der holdes af en bank eller en anden finansiel service-institution, hvor finansielle transaktioner mellem et pengeinstitut og en kunde registreres. Hver finans-institution sætter regler og betingelser for hver type bankkonto. Almindelige typer af bankkontoer kaldes for indlånskonto (debetkonto) og udlånskonto (kreditkonto). Nogle gange har de andre navne som betalingskonto, budgetkonto, kreditkortkonto, opsparingskonto, girokonto og NemKonto. Kunder der har en bankkonto kan modtage en kontoopgørelse efter aftalte intervaller. 
En bankkonto har en id i form af et kontonummer og typisk også et registreringsnummer på pengeinstitutet.

## Ekstern henvisning
Finans Danmark: Gode råd om min bankkonto, hentet 6. maj 2022